# Марчена, Антонио де
Антонио де Марчена (исп. Antonio de Marchena; XV век, Марчена, Андалусия — XVI век) — испанский монах францисканец, живший на рубеже XV—XVI веков. Жил в монастыре Ла-Рабида, где в 1484 году Христофор Колумб попросил пристанища для себя и своего сына Диего. Увлекался астрономией и стал первым доверенным лицом Колумба в Испании. В беседе, состоявшейся в келье Марчены в монастыре Ла-Рабида, Колумб изложил свою идею достичь Востока, плывя на запад.

## Монастырь La Rábida
Францисканский монастырь Ла-Рабида расположен вблизи города Палос-де-ла-Фронтера. Популярность францисканцев в этом регионе объяснялась не только культурной и религиозной деятельностью, но и тем, что в большинстве городов они восполняли отсутствие образовательных центров. Францисканцы также играли заметную политическую роль, поскольку их уважали как честных и беспристрастных людей и доверяли роль посредников в спорах и конфликтах. Многие жители Палос-де-ла-Фронтера, Могуэра, Уэльвы и Айямонте даже завещели хоронить себя в облачении святого Франциска Ассизского в знак преданности основателю ордена.

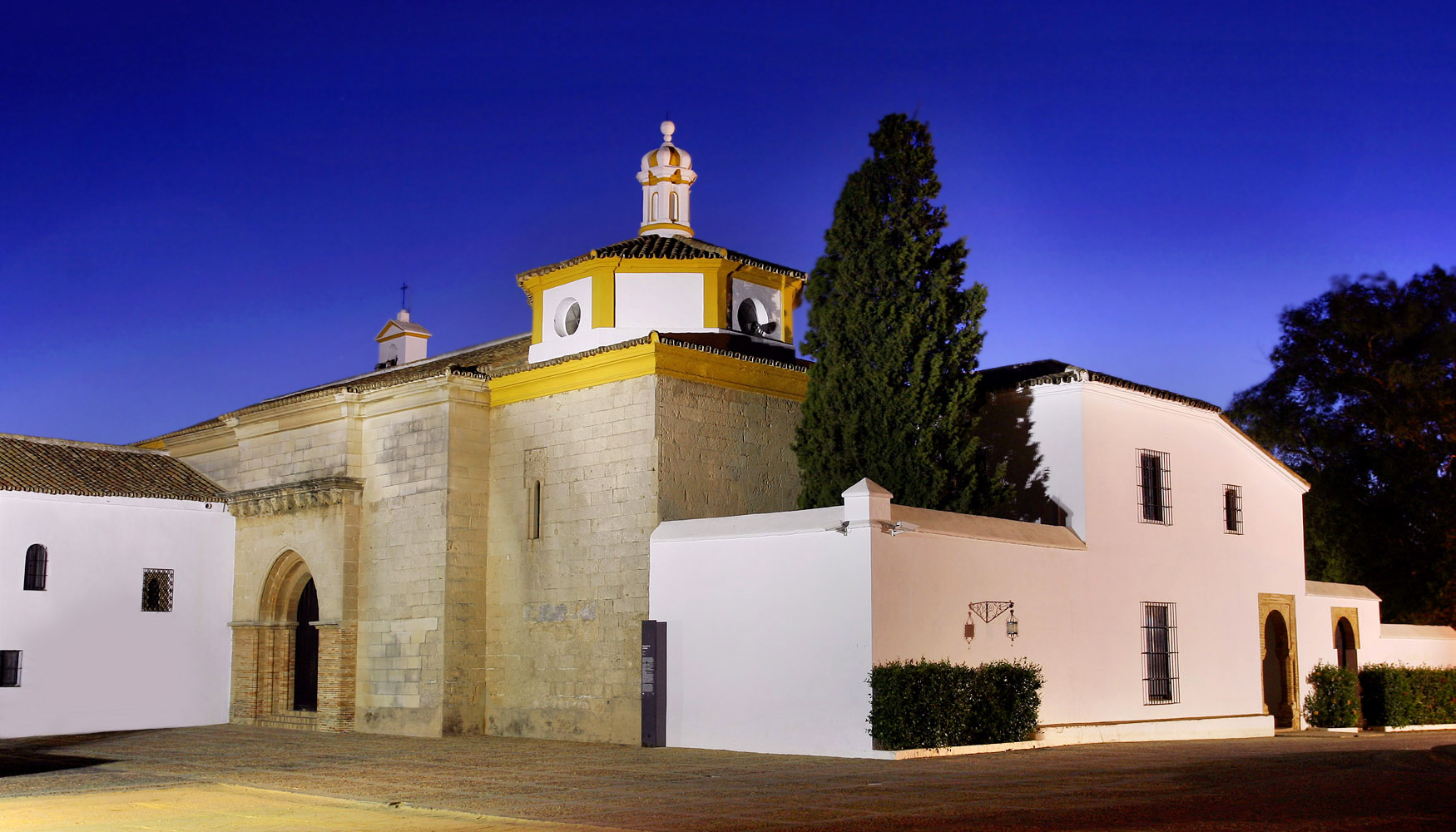
Монастырь Ла Рабида.

Монастырь приобрел большую известность в результате пребывания здесь Христофора Колумба (1485, 1491 и 1492 гг.), где последний пытался добиться одобрения и поддержки своего проекта. Можно сказать, что евангелизация Америки начинается с двух монахов: Антонио де Марчена и братьев Хуан Перес, которые оказали поддержку Христофору Колумбу, когда его дух дрогнул перед лицом невзгод. В дальнейшем власти монастыря внимательно следили за развитием событий в Америке, став одним из первых центров евангелизации Нового Света.

## Выдуманный монах

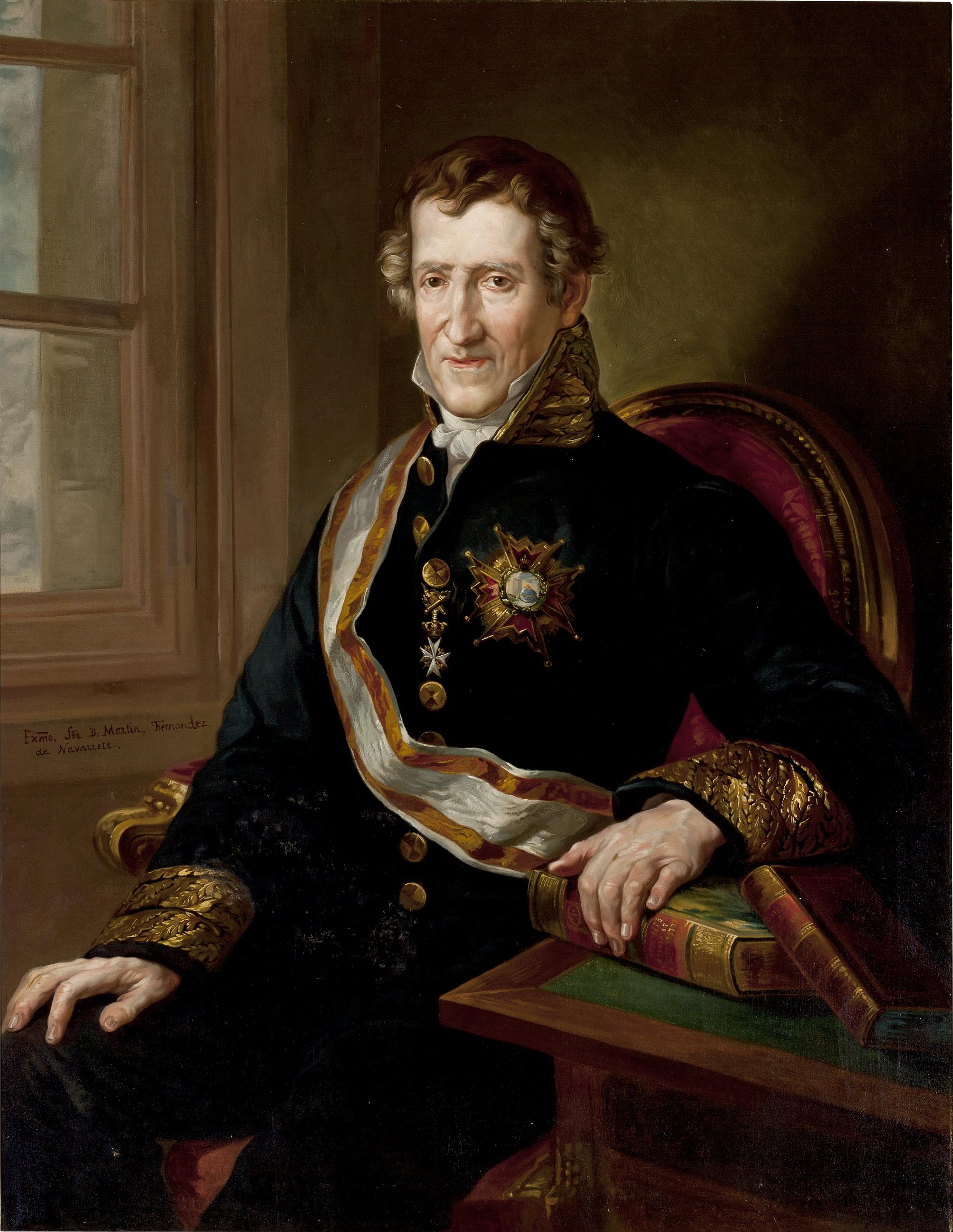
Портрет Мартина Фернандеса де Наваррете в музее Прадо в Мадриде.

По ошибке первых летописцев, Гонсало Фернандеса де Овьедо и Франсиско Лопеса де Гомара, монахи Антонио и Хуан были объединены в одного персонажа, верного друга Колумба в Ла Рабиде, которого они назвали Фрай Хуан Антонио Перес де Марчена. То же самое поизошло с городами Палос и Могуэр, превращенными летописцами в несуществующий город Палос-де-Могер. Обе ошибки сохранялись до изучения колумбийских судебных процессов, особенно Мартина Фернандеса де Наваррете в XIX веке, показали, что это были два монаха и два разных города. Ошибочное название Палос де Могуер до сих пор неправильно употребляется в связи с открытия Америки .

## Встреча с Христофором Колумбом

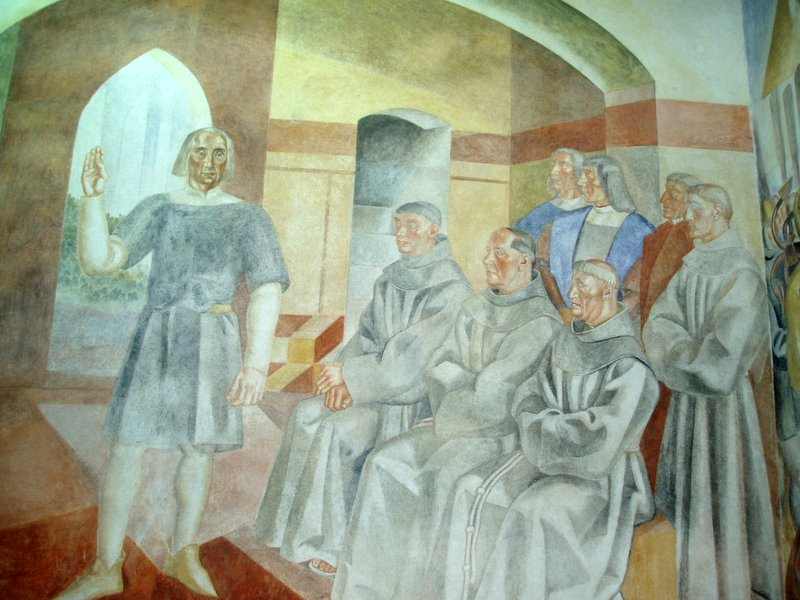
Колумб представляет свой проект в Ла-Рабида. Фреска Даниэля Васкеса Диаса в монастыре Рабида.

Антонио де Марчена жил в монастыре Ла Рабиде в конце 1484 или начале 1485 года. В монастыре сохранилась келья Марчены. Именно в ней Марчена принимал Колумба и выслушал его планы. Марчена не разбирался в мореплавании, но он быз знатоком того, что тогда называлось астрологией и космографией.
Собеседники пришли к согласию. С этого момента монастырь Ла-Рабида становится пристанищем Колумба. В качестве доказательства преданности там остается его сын Диего, а сам Колумб обращается со своим предложением к властям кастильского двора. Связь с монастырем помогла Колумбу найти средства, людей и корабли, поскольку Ла Рабида пользовался доверием среди моряков Кастилии.

## Отец Марчена представляет Колумба кастильскому двору
Марчена помог привлечь к проекту Колумба внимание властей Кастилии, сделав его национальным вопросом, использовав все свое влияние и авторитет. Он дал Колумбу рекомендательные письма к герцогам Мединасели и Медина-Сидония, а также ко двору в Кордове. Возможно, что он также сопровождал его лично.
Существует два факта, позволяющие сделать вывод о том, что отец Марчена активно выступал в пользу Колумба при дворе:
1. Колумб в письмах к католическим монархам неоднократно упоминал о брате Антонио де Марчена.
2. Тот факт, что Колумб, недавно прибывший в Кастилию, никому не известный иностранец с внешностью авантюриста, с первого дня находится в тесных отношениях с властями и высшими классами Кастилии,. В результате Колумб присутствует на официальных аудиенциях, получает субсидии от государства, его принимают в городах королевства. Все это доказывает эффективность рекомендаций Марчены и в то же время о роли Кастилии в Открытия Америки.

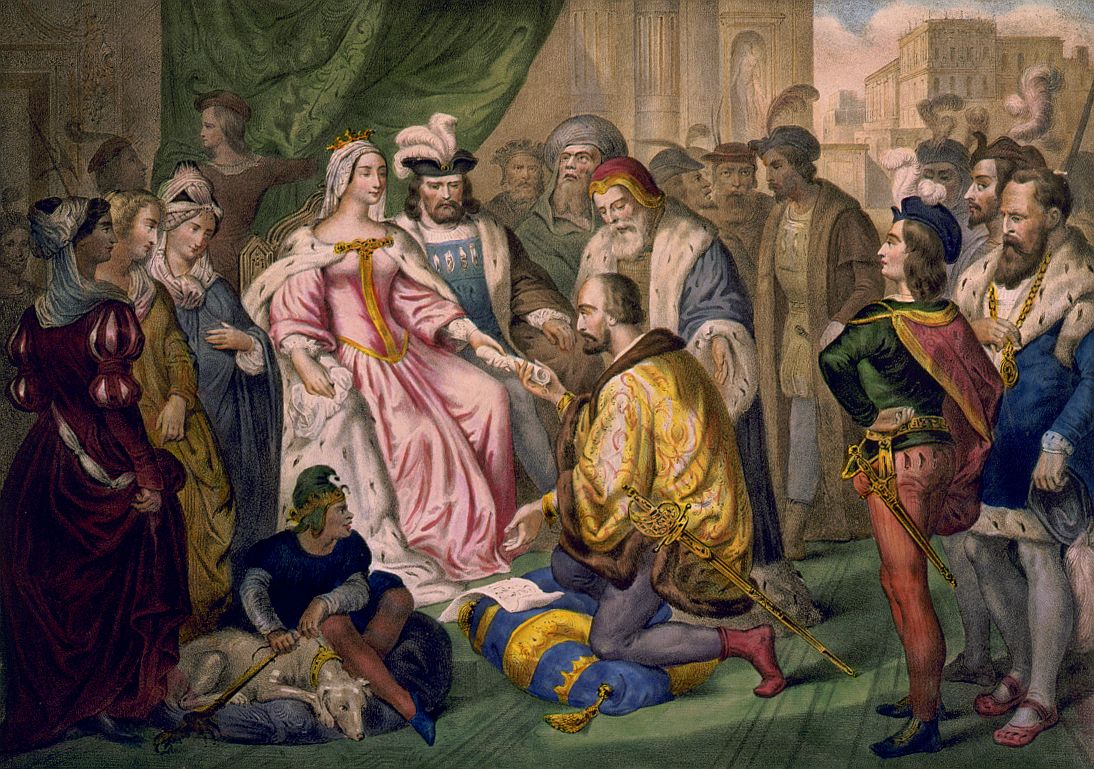
Христофор Колумб перед католическими монархами при дворе Барселоны (художник V. Turgis, XIX век)

В 1485 году Колумб из Ла-Рабиды отправился в Севилью, получив рекомендации Луиса де ла Серда герцога Мединасели и Энрике де Гусмана герцога Медина-Сидония — влиятельных магнатов, чьи владения были расположены в основных портах Андалусии, в том числе вблизи Ла-Рабиды.